# Berville-sur-Mer
Berville-sur-Mer ist eine französische Gemeinde mit 680 Einwohnern (Stand: 1. Januar 2022) im Département Eure in der Region Normandie. Sie gehört zum Arrondissement Bernay und ist Teil des Kantons Beuzeville. Die Einwohner werden Bervillais genannt.

## Geografie
Berville-sur-Mer liegt etwa 25 Kilometer ostsüdöstlich von Le Havre im Lieuvin an der Seine. Umgeben wird Berville-sur-Mer von den Nachbargemeinden Saint-Vigor-d’Ymonville im Norden, Saint-Samson-de-la-Roque im Osten und Nordosten, Conteville im Osten und Südosten, Saint-Pierre-du-Val im Süden sowie Fatouville-Grestain im Westen und Südwesten.

## Bevölkerungsentwicklung
| 1962                      | 1968 | 1975 | 1982 | 1990 | 1999 | 2006 | 2016 |
| ------------------------- | ---- | ---- | ---- | ---- | ---- | ---- | ---- |
| 426                       | 417  | 435  | 502  | 438  | 431  | 498  | 707  |
| Quelle: Cassini und INSEE |      |      |      |      |      |      |      |

## Sehenswürdigkeiten
- Kirche Sainte-Melaine aus dem 13. Jahrhundert, seit 1928 Monument historique
- Herrenhaus aus dem 18. Jahrhundert, seit 1971 Monument historique
- Herrenhaus La Pommeraye aus dem 18. Jahrhundert
- Schloss und Domäne Berville-sur-Mer

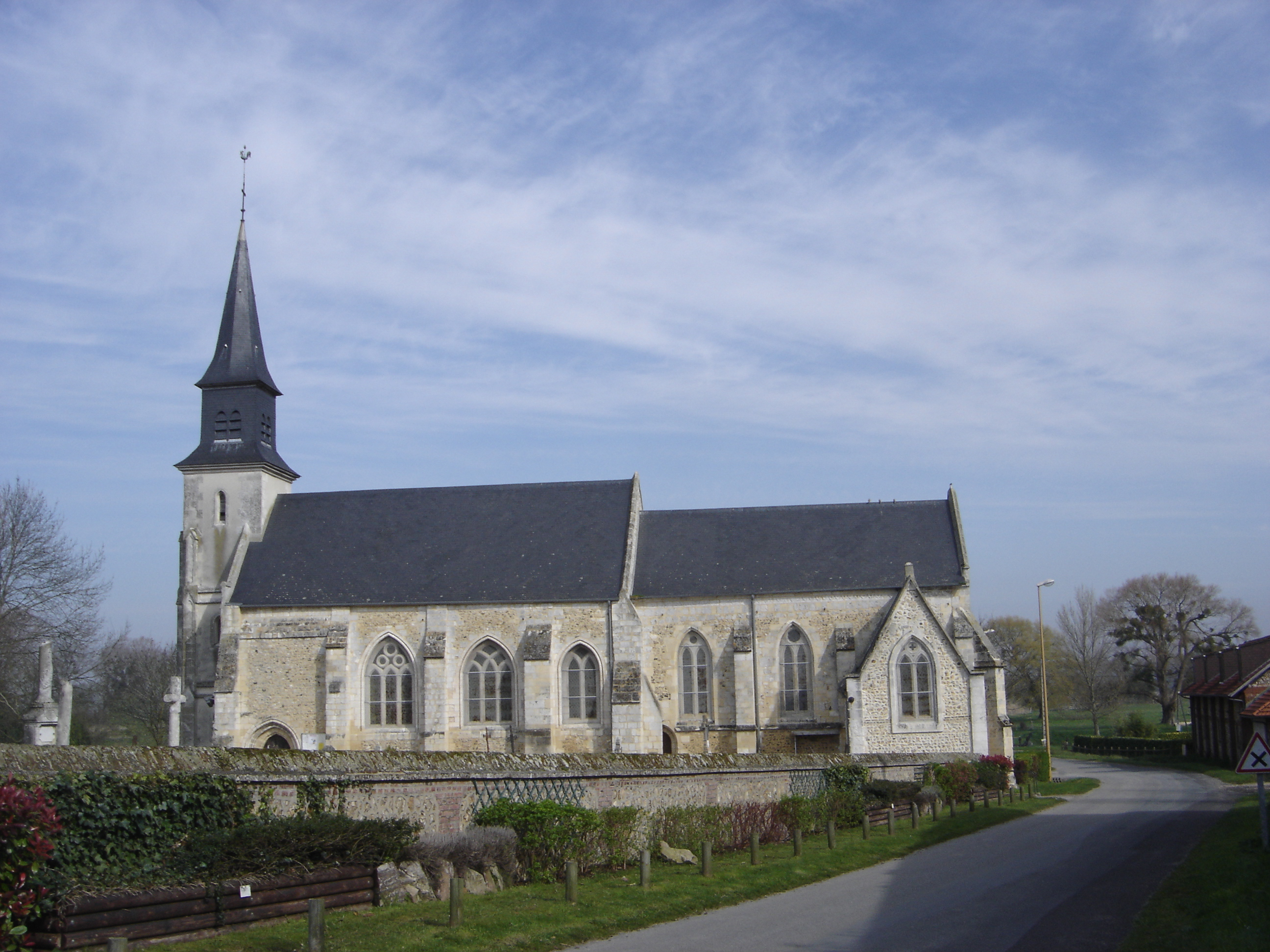
Kirche Sainte-Melaine
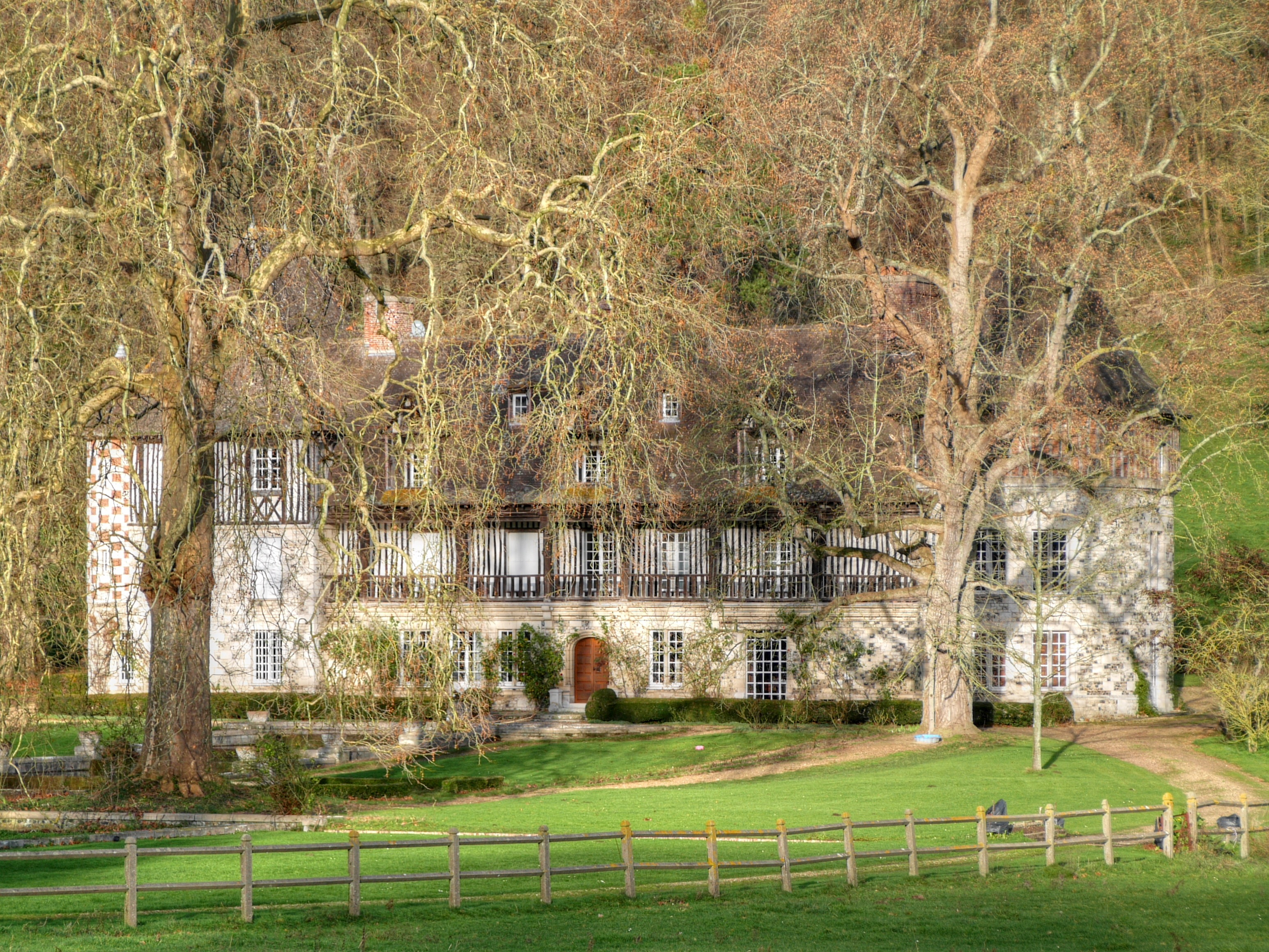
Herrenhaus La Pommeraye